# Jessica Stroup
Jessica Leigh Stroup (Anderson, Carolina del Sur; 23 de octubre de 1986) es una actriz estadounidense. Es más conocida por haber interpretado a Erin Silver en la serie 90210 a Max Hardy en The Following y a Joy Meachum en Iron Fist. Es considerada una scream queen por protagonizar las películas de terror Prom Night, Vampire Bats, Left in Darkness y The Hills Have Eyes 2.

## Primeros años
Stroup nació en Anderson, Carolina del Sur, hija de Judith y Don Stroup, vicepresidente senior de MUFG Union Bank. Pasó su niñez en Charlotte, Carolina del Norte. Se graduó de la  Providence High School en 2004. Stroup recibió una beca completa para asistir a la Universidad de Georgia, pero la declinó con el fin de seguir una carrera de actuación.

## Carrera
El primer papel de Stroup fue una aparición en un episodio de la serie Unfabulous. Ha aparecido en varias series de televisión, como Grey's Anatomy, October Road y True Blood. En 2007, apareció en cuatro episodios de  Reaper, interpretando a la exnovia del protagonista. Ha trabajado además en un número de pequeñas producciones cinematográficas independientes, tales como Left in Darkness, Pray for Morning, Vampire Bats, y Southern Comfort.
En marzo de 2007, Stroup protagonizó la película de terror The Hills Have Eyes 2. En la cinta desempeñó el papel de una guardia nacional llamada Amber, quien lucha por la supervivencia con sus compañeros contra un grupo de personas mutantes. La película fue una continuación rápida de The Hills Have Eyes, de 2006, una remake de la película de 1977 del mismo nombre. A pesar de los comentarios negativos de los críticos sobre la película, ésta recaudó más de $67 millones de dólares en todo el mundo. Ese mismo año tuvo un papel de apoyo en This Christmas.

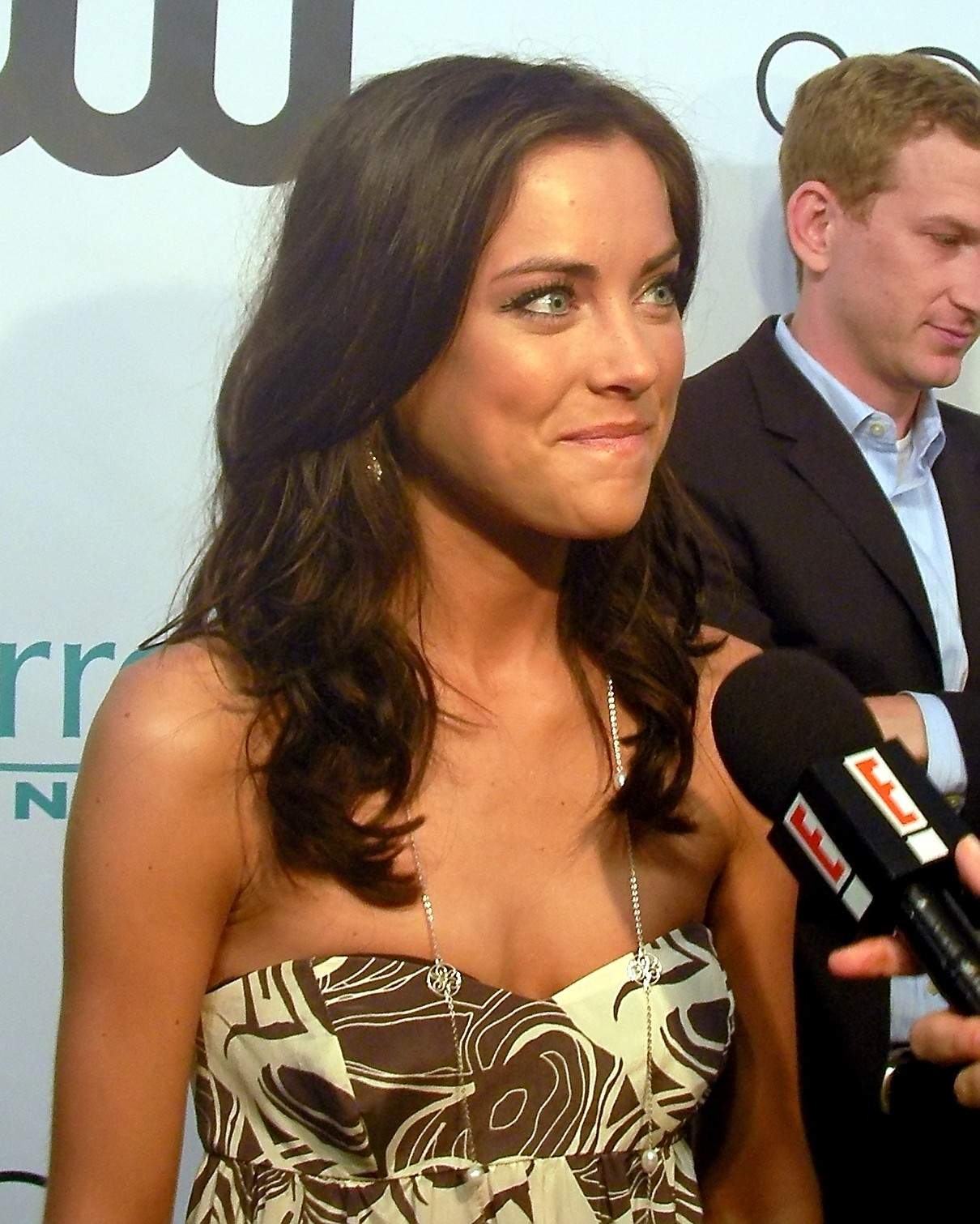
Jessica Stroup en 2008.

En abril de 2008, Stroup fue elegida para un papel regular en 90210, un reinicio de la serie nominada al Golden Globe Award Beverly Hills, 90210. Stroup desempeñó el papel de la estudiante de secundaria Erin Silver, la hermana menor de David Silver y Kelly Taylor de Beverly Hills, 90210. El piloto se estrenó el 2 de septiembre de 2008 con 4.65 millones de espectadores, a pesar de las críticas mixtas de los críticos. En 2010 Stroup fue galardonada con el premio "Sparkling Performance" en los Young Hollywood Awards.
También en abril de 2008, Stroup desempeñó el papel de Claire en la remake de Screen Gems Prom Night. En diciembre de 2007, MTV.com anunció que Stroup había sido seleccionada para otra película de terror, titulada Homecoming, la cual sigue a una joven mujer siendo secuestrada por la exnovia de su novio. A pesar de que la película completó su producción en febrero de 2008, no fue estrenada hasta julio de 2009 en un lanzamiento limitado en cines seleccionados. En 2008, Stroup interpretó a Rachel en la película The Informers.
En 2011, Stroup hizo una aparición como invitada en la serie televisiva animada Family Guy, en la cual le puso voz a una serie de personajes en el transcurso de dos episodios. Stroup volvió a trabajar con Seth MacFarlane, creador de Family Guy, en su debut como director de cine con la película Ted, en la que interpretó a Tracy, la amiga de trabajo de Lori (interpretada por Mila Kunis).
El 20 de agosto de 2013 se anunció que Stroup se uniría a la segunda temporada de la serie The Following con un rol regular. Su personaje, Max, es la sobrina de Ryan Hardy (Kevin Bacon) y  una agente de la policía de Nueva York que trabaja en la división de inteligencia. Max se vuelve a conectar con Ryan y se convierte en un valioso aliado.
En abril de 2016, Stroup fue elegida para interpretar el papel de Joy Meachum en la serie de Marvel y Netflix Iron Fist. Joy es la hija de Harold Meachum y conocida de la infancia de Danny Rand, cuyo trabajo en la empresa Rand Enterprises con su hermano Ward se ve amenazado con el retorno de Danny.

## Vida personal
Stroup actualmente vive en Los Ángeles, California.
Actualmente esta casada con Neil Hutchinson

## Filmografía

### Cine y televisión
| Año       | Título                | Papel             | Notas                                 |
| --------- | --------------------- | ----------------- | ------------------------------------- |
| 2005      | Unfabulous            | Fredericka        | Episodio: "The Road Trip"             |
| 2005      | Vampire Bats          | Eden              |                                       |
| 2006      | Broken                | Sara              |                                       |
| 2006      | School for Scoundrels | Mujer de Eli      |                                       |
| 2006      | Left in Darkness      | Justine           |                                       |
| 2006      | Southern Comfort      | Lindy             |                                       |
| 2006      | Pray for Morning      | Ashley            |                                       |
| 2006      | Zoey 101              | Chica             | Episodio: "Lola Likes Chase"          |
| 2006      | Girlfriends           | Riley             | Episodio: "Oh, Hell Yes: The Seminar" |
| 2007      | Reaper                | Cady              | (2007–2008) (4 episodios)             |
| 2007      | This Christmas        | Sandi             |                                       |
| 2007      | The Hills Have Eyes 2 | Amber Johnson     |                                       |
| 2007      | October Road          | Taylor            | Episodio: "Once Around The Block"     |
| 2007      | Grey's Anatomy        | Jillian Miller    | Episodio 3x13: "Great Expectations"   |
| 2008      | True Blood            | Sorority Girl     | Episodio: "Strange Love"              |
| 2008      | 90210                 | Erin Silver       | (2008–2013)                           |
| 2008      | Prom Night            | Claire            |                                       |
| 2009      | Homecoming            | Elizabeth Mitchum |                                       |
| 2009      | The Informers         | Rachel            |                                       |
| 2012      | Ted                   | Tracy             |                                       |
| 2014      | The Following         | Max Hardy         |                                       |
| 2017-2018 | Iron Fist             | Joy Meachum       |                                       |